# Bernhard zu Solms-Laubach

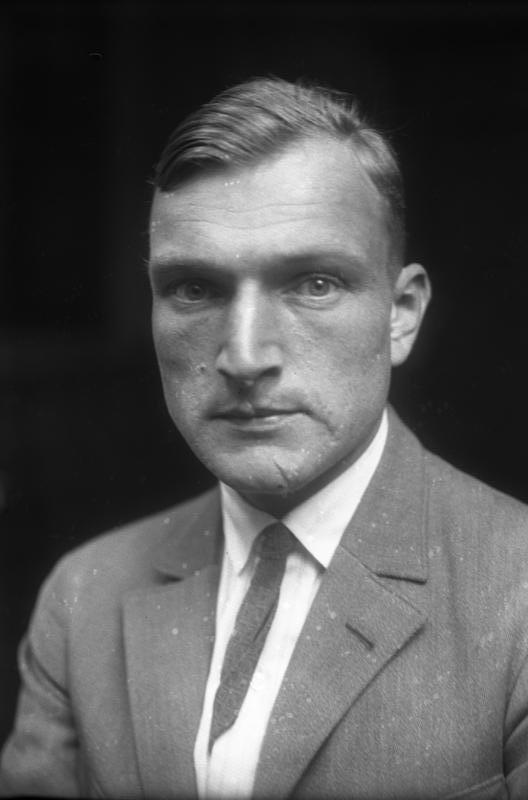
Bernhard zu Solms-Laubach, 1925

Bernhard Bruno Graf zu Solms-Laubach (* 4. März 1900 in Lich-Arnsburg; † 13. März 1938 in Berlin) war hessischer Politiker der NSDAP und Theaterintendant in Berlin.

## Familie
Bernhard zu Solms-Laubach stammt aus dem Adelsgeschlecht Solms-Laubach. Er war der zweite Sohn von Otto Graf zu Solms-Laubach (* 26. Mai 1860; † 9. September 1904) und seiner Frau Emma geborene Prinzessin zu Ysenburg und Büdingen (* 28. August 1870; † 13. Dezember 1944), die Tochter des Fürsten Bruno zu Ysenburg und Büdingen, und dessen Ehefrau Bertha geborene Gräfin zu Castell-Rüdenhausen. Er hatte drei Geschwister: Georg Friedrich (1899–1969),  Marianne Bertha (1901–1973) und Friedrich Botho (1902–1991). Bernhard zu Solms-Laubach war evangelisch.

## Leben
In den 1920er-Jahren war er als Flieger aktiv. Bernhard zu Solms-Laubach wurde Mitglied der NSDAP und für diese 1931 bis 1933 Abgeordneter des Landtags des Volksstaates Hessen. Er war aktiver SA-Führer und dort u. a. Sturmbann-Adjutant, betätigte sich auch als Redner der NS-Partei. Nach der „Machtergreifung“ der Nationalsozialisten wurde er Intendant am Dessauer Friedrich-Theater, 1934 an der Berliner Volksbühne. Im gleichen Jahr, aber vor dem Röhm-Putsch, beteiligte sich Graf Solms-Laubach neben weiteren adeligen Parteigrößen wie Rektor Achim von Arnim, Graf Helldorff und Manfred Freiherr von Killinger, unter der Herausgeberschaft durch Friedrich Christian zu Schaumburg-Lippe mit einem eigenen Aufsatz an einer Kritikschrift wider dem deutschen Adel zu dessen „allgemeiner Zurückhaltung gegenüber der NSADP“, mit dem Titel: Wo war der Adel. Joseph Goebbels ernannte ihn 1935 zum Mitglied des Reichskultursenats. Daneben gehörte er dem Präsidialrat der Reichstheaterkammer an. 1936 war er Intendant des Theaters am Nollendorfplatz in Berlin und wohnte mit seiner Familie auf Schloss Golßen in der Niederlausitz. Im März 1938 wurde er beurlaubt, Harald Paulsen wurde sein Nachfolger bis 1945. Er starb durch Suizid. Sein letzter SA-Dienstgrad war Standartenführer.

## Ehe und Nachkommen
Bernhard zu Solms-Laubach war seit 26. September 1928 mit Louise Gräfin zu Castell-Rüdenhausen (* 1. Oktober 1902; † 25. August 1986) verheiratet. Das Paar hatte vier Kinder: 
- Peter Graf zu Solms-Laubach (* 28. August 1929; † 27. Oktober 1955)
- Ilona Gräfin zu Solms-Laubach (* 15. Januar 1931; † 7. – 8. März 2018)
- Friedrich Ernst Graf zu Solms-Laubach (* 24. März 1932; † 15. Juli 2018)[5]
- Alexander Graf zu Solms-Laubach (* 6. März 1934; † 22. Januar 2016)[6]

## Werke
- Der Adel ist tot – es lebe der Adel. In: Friedrich Christian Prinz zu Schaumburg-Lippe (Hg.): Wo war der Adel? Zentralverlag, Berlin 1934, S. 5–8. (Digitalisat)